# Truth (cratère)
Pour les articles homonymes, voir Truth.
Truth est un cratère d'impact présent à la surface de Vénus.
Ce cratère a ainsi été nommé par l'Union astronomique internationale en 1994 en hommage à l'abolitionniste américaine Sojourner Truth.
Son diamètre est de 47,3 km. Il se situe dans la région du quadrangle de Beta Regio (quadrangle V-17).